# Окето

43°40′35″ пн. ш. 143°35′11″ сх. д. / 43.67639° пн. ш. 143.58639° сх. д.
Оке́то (яп. 置戸町, おけとちょう, МФА: [oketo t͡ɕoː]) — містечко в Японії, в повіті Токоро округу Охотськ префектури Хоккайдо. Станом на 1 жовтня 2008 року площа містечка становила 527,54 км². Станом на 31 березня 2017 населення містечка становило 3020 осіб.